# Hishimonus arcuatus
Hishimonus arcuatus är en insektsart som beskrevs av Knight 1970. Hishimonus arcuatus ingår i släktet Hishimonus och familjen dvärgstritar. Inga underarter finns listade i Catalogue of Life.